# Bačka Palanka
Bačka Palanka (izvirno srbsko Бачка Паланка, slovaško Báčska Palanka, madžarsko Palánka, nemško Plankenburg) je naselje v Avtonomni pokrajini Vojvodini v Srbiji, središče istoimenske občine, ki je del Južnobačkega upravnega okraja; je pristaniško mesto, ki leži na levem bregu reke Donave na meji s Hrvaško.

## Demografija
V naselju živi 23560 polnoletnih prebivalcev, pri čemer je njihova povprečna starost 39,0 let (37,6 pri moških in 40,3 pri ženskah). Naselje ima 10051 gospodinjstev, pri čemer je povprečno število članov na gospodinjstvo 2,92.
To naselje je, glede na rezultate popisa iz leta 2002, v glavnem srbsko, a v času zadnjih 3 popisov je opazen porast števila prebivalcev.
|  |

| Demografija | Demografija     | Demografija     |
| Leto        | Št. prebivalcev | Št. prebivalcev |
| ----------- | --------------- | --------------- |
|             |                 |                 |
|             |                 |                 |
|             |                 |                 |
|             |                 |                 |
| 1948        | 12830           |                 |
| 1953        | 13625           |                 |
| 1961        | 16475           |                 |
| 1971        | 21104           |                 |
| 1981        | 25001           |                 |
| 1991        | 26780           | 26515           |
| 2002        | 29836           | 29449           |
|             |                 |                 |

| Etnična sestava po popisu iz leta 2002 | Etnična sestava po popisu iz leta 2002 | Etnična sestava po popisu iz leta 2002 | Etnična sestava po popisu iz leta 2002 | Etnična sestava po popisu iz leta 2002 |
| -------------------------------------- | -------------------------------------- | -------------------------------------- | -------------------------------------- | -------------------------------------- |
| Srbi                                   | Srbi                                   |                                        | 23.864                                 | 81,03%                                 |
| Slovaki                                | Slovaki                                |                                        | 1.194                                  | 4,05%                                  |
| Madžari                                | Madžari                                |                                        | 1.160                                  | 3,93%                                  |
| Hrvati                                 | Hrvati                                 |                                        | 618                                    | 2,09%                                  |
| Jugoslovani                            | Jugoslovani                            |                                        | 607                                    | 2,06%                                  |
| Romi                                   | Romi                                   |                                        | 231                                    | 0,78%                                  |
| Črnogorci                              | Črnogorci                              |                                        | 110                                    | 0,37%                                  |
| Albanci                                | Albanci                                |                                        | 70                                     | 0,23%                                  |
| Nemci                                  | Nemci                                  |                                        | 68                                     | 0,23%                                  |
| Muslimani                              | Muslimani                              |                                        | 41                                     | 0,13%                                  |
| Makedonci                              | Makedonci                              |                                        | 27                                     | 0,09%                                  |
| Rusini                                 | Rusini                                 |                                        | 25                                     | 0,08%                                  |
| Slovenci                               | Slovenci                               |                                        | 24                                     | 0,08%                                  |
| Rusi                                   | Rusi                                   |                                        | 14                                     | 0,04%                                  |
| Čehi                                   | Čehi                                   |                                        | 9                                      | 0,03%                                  |
| Bunjevci                               | Bunjevci                               |                                        | 8                                      | 0,02%                                  |
| Ukrajinci                              | Ukrajinci                              |                                        | 7                                      | 0,02%                                  |
| Bošnjaki                               | Bošnjaki                               |                                        | 7                                      | 0,02%                                  |
| Bolgari                                | Bolgari                                |                                        | 2                                      | 0,00%                                  |
| Romuni                                 | Romuni                                 |                                        | 1                                      | 0,00%                                  |
| Neznano                                | Neznano                                |                                        | 312                                    | 1,05%                                  |